# Robert Lytton
Pour les articles homonymes, voir Bulwer-Lytton et Lytton.
Edward Robert Bulwer-Lytton (8 novembre 1831, Hertford – 24 novembre 1891, Paris), 1er comte de Lytton, vicomte Knebworth et 2e baron Lytton de Knebworth, est un diplomate, un homme d'État et un poète britannique.

## Biographie
Il était le fils unique du romancier Edward Bulwer-Lytton (1803-1873), premier baron Lytton et auteur des Derniers jours de Pompéi, et de son épouse Rosina (1802-1882).
Dès sa plus jeune enfance, il se mit à lire avec voracité et se mit à écrire, développant une vraie passion pour la littérature. Il étudia à Twickenham, puis fut envoyé à Brighton en 1842 et Harrow en 1845, avant de rejoindre l'université de Bonn avec un précepteur anglais en 1849. À dix-huit ans, il devint secrétaire privé (sans rétribution) de son oncle, Sir Henry Bulwer-Lytton, ministre plénipotentiaire du Royaume-Uni aux États-Unis.
Par la suite, il suivit une carrière diplomatique dans différentes cours d'Europe, comme deuxième secrétaire à Florence (1852), Paris (1854), La Haye (1857) et Vienne (1859), puis comme secrétaire de légation à Copenhague (1863), Athènes (1864), Lisbonne (1865), Madrid (1868), Vienne (1868) et Paris (1875), enfin ministre plénipotentiaire au Portugal en 1875 et en France (de 1887 à sa mort). Fréquentant le grand monde parisien, il tomba amoureux de la belle comtesse Greffulhe. Cette promotion rapide d'une cour européenne à l'autre témoigne de l'estime dans laquelle Lytton fut tenu par les ministres des Affaires étrangères successifs. En 1864, juste avant de rejoindre son poste à Athènes, il épousa Edith, la fille d'Edward Villiers, frère du comte de Clarendon. Au début de 1875, il refusa une offre de nomination comme gouverneur de Madras et, en novembre de la même année, fut nommé gouverneur général des Indes (vice-roi) par Disraeli, à un moment critique pour l'Inde. 

### Famines en Inde
Son administration fut marquée par la grande famine indienne de 1876-1878 qui fit 5,5 millions de morts dans le sud et le centre de la péninsule. La carence des autorités britanniques dans cette crise devait contribuer à la montée du mouvement nationaliste indien et à la fondation du Congrès national indien en 1885. D'après l'historien Niall Ferguson, « dans le cas de Lord Lytton il y a des preuves claires d'incompétence, de négligence et d'indifférence au sort des affamés ».
Pire encore, le journaliste controversé Johann Hari critique l'idée d'une simple passivité des autorités coloniales britanniques devant la famine : « Loin de ne rien faire pendant la famine, les Britanniques ont fait beaucoup - pour empirer les choses. Les autorités auraient en effet continué d'encourager les exportations vers la métropole sans s’inquiéter des millions de morts sur le sol indien ». Le militant et historien Mike Davis soutient également l'idée que « Londres mangeait le pain de l'Inde » pendant la famine. En outre, Lord Lytton fait interdire de porter assistance aux personnes affamées, parfois décrites comme « indolentes » ou « incompétentes pour le travail ». Les journaux des régions épargnées par la famine reçoivent l'instruction d'en parler le moins possible. D'après Mike Davis, Lord Lytton aurait été guidé par l'idée qu'en « s'en tenant à l'économie libérale, il aidait obscurément le peuple indien », estimant que la famine aidait à contrôler la surpopulation.
Il a consacré énormément d'argent pour développer en Inde la production d'opium, dont il était lui-même un fervent consommateur. Alors que des centaines de milliers de personnes mouraient de faim à Mysore et à Madras, il a donné un fabuleux banquet à 68 000 dignitaires. Ces actions largement critiquées lui valent le surnom de Néron de l'Inde. Il échappe à une tentative d'assassinat en 1879.

### Guerre en Afghanistan
En Asie centrale, l'expansion russe semblait inexorable, et l'émir de l'Afghanistan, Shir Ali, était déterminé à assurer sa position en devenant vassal du tsar. Pendant dix-huit mois, Lytton tenta vainement de négocier avec l'émir pour obtenir son amitié. Devenue inévitable, la guerre fut déclenchée en novembre 1878. À la fin de la même année, l'armée organisée par Lytton avait obtenu la victoire avec une grande économie de moyens. En fuite, l'émir devait mourir peu après. Par le traité de Gandamak, en mai 1879, Ya'qub Khan, le fils de Shir Ali, fut reconnu comme émir, les zones de Kuram, de Pishin et de Sibin étant assignées à l'administration britannique et un résident britannique permanent étant installé à Kaboul. L'administration interne de l'Afghanistan devait être aussi peu affectée que possible, mais l'accord est fondé sur la puissance et la bonne volonté de Ya'qub Khan. Après le massacre de l'envoyé britannique, une seconde guerre débuta en 1879. Les opérations militaires n'étaient pas achevées quand Lytton démissionna de son poste en avril 1880.

### Ambassadeur à Paris
Il avait succédé à son père comme second baron  Lytton en 1873. En 1880 fut créé pour lui la vicomté de Knebworth, du nom de Knebworth, dans le Hertfordshire, et il se vit conférer le titre de comte de Lytton, dans le Derbyshire, pour services rendus dans les guerres afghanes. La reine Victoria le considérait comme un fils et l'autorisait à lui adresser la parole à la seconde personne, privilège normalement réservé aux membres de la famille royale.
Il vécut à Knebworth jusqu'en 1887. Il est alors nommé ambassadeur à Paris, où il charme la noblesse. Il  recherche la compagnie de la comtesse Greffuhle qu'il invite fréquemment à l'ambassade, mais sans que son amour soit partagé. En plus de fréquenter son salon, il fréquente aussi celui de Geneviève Halévy.
Il meurt en 1891 d'un caillot de sang au cœur, alors qu'il récupérait apparemment d'une maladie sérieuse. Après des funérailles nationales, son corps est rapatrié en Angleterre pour être enterré avec ses ancêtres à Knebworth.

## Ouvrages
Pour se distinguer de son père, qui était un romancier populaire, il choisit de publier sous le pseudonyme d'Owen Meredith. Parmi ses principaux ouvrages on compte : Clytemnestra et autres poésies (1855), The Wanderer (1858), Chroniques et caractères (1867), Orval, ou l'imbécile du temps (1868), Fables dans la chanson (1874), Glenaveril, ou métamorphose (1885), le Roi Poppy (1892), Marah (1892). Le plus populaire est Lucile, un roman en vers.
- Tannhäuser, Or The Battle of the Bards. A Poem (avec Julian Henry Charles Fane), 1861.
- The Ring of Amasis, From the Papers of a German Physician, 1863.
- The Poetical Works of Owen Meredith (Robert, Lord Lytton), 1875.
- The National Songs of Serbia, 1877.
- The Life, letters and literary remains of Edward Bulwer, lord Lytton, by his son, 1883, 2 vol.
- Rachel, Or The Jewess of Constance. A Play in Five Acts, 1886.
- After Paradise, Or, Legends of Exile, with Other Poems, 1887.
- Personal and literary Letters of Robert, first earl of Lytton (publiées par lady Betty Balfour), 1906, 2 vol.
- Letters from Owen Meredith (Robert, First Earl of Lytton) to Robert and Elizabeth Barrett Browning, 1937.

## Généalogie et descendance

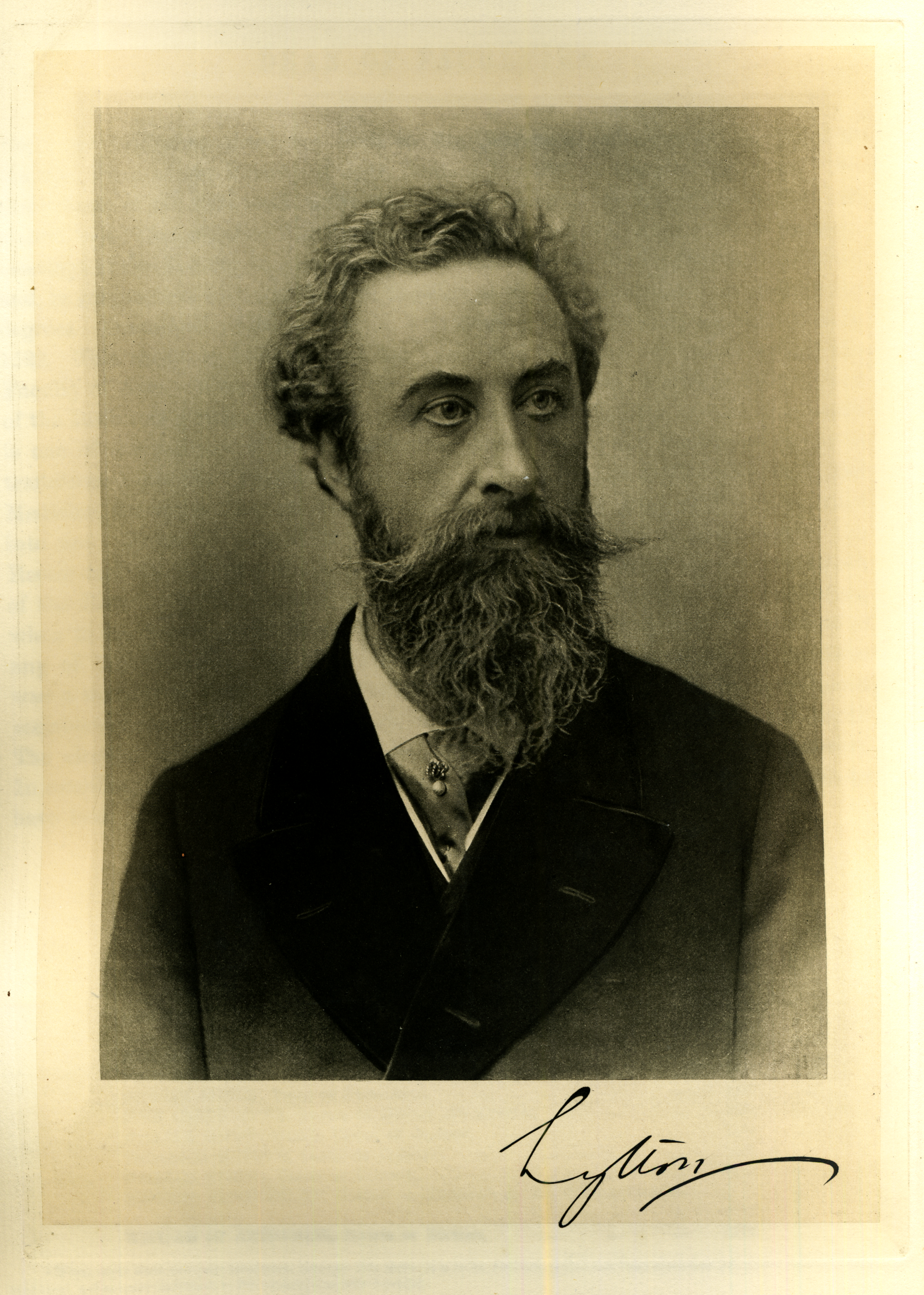
Photographie de Robert Lytton, par Thomas Annan (1829-1887)

Le 4 octobre 1864, il se maria avec Edith Villiers (avant 1843-17 septembre 1936), fille d'Edward Ernest Villiers (1806-1843) et d'Elizabeth Charlotte Liddell. Leurs grands-parents paternels étaient George Villiers (1759-1827) et Theresa Parker, leurs grands-parents maternels Thomas Liddell, 1er baron Ravensworth, et Maria Susannah Simpson. 
George Villiers était le fils de Thomas Villiers, 1er comte de Clarendon, et de Charlotte Capell. Theresa Parker était la fille de John Parker, 1er baron Boringdon, et de sa seconde épouse, Theresa Robinson. Maria Susannah Simpson était la fille de John Simpson et d'Anne Lyon.
Charlotte Capell était la fille de William Capell, 3e comte d'Essex, et de Lady Jane Hyde. Theresa Robinson était la fille de Thomas Robinson, 1er baron Grantham, et de Frances Worsley. Anne Lyon était la fille de Thomas Lyon, 8e comte de Strathmore et de Kinghorne, et de Jean Nicholsen. 
Lady Jane Hyde était la fille d'Henry Hyde, 4e comte de Clarendon, et de Jane Leveson-Gower. 
Ils eurent sept enfants :
- Edward Rowland John Bulwer-Lytton (1865-1871).
- Lady Elizabeth Edith « Betty » Bulwer-Lytton (12 juin 1867-28 mars 1942), mariée à Gerald Balfour, 4e comte Balfour.
- Lady Constance Georgina Bulwer-Lytton (1869-1923).
- Henry Meredith Edward Bulwer-Lytton (1872-1874).
- Lady Emily Bulwer-Lytton (1874-1964), mariée à Edwin Lutyens.
- Victor Bulwer-Lytton, 2e comte de Lytton (1876-1947).
- Neville Bulwer-Lytton, 3e comte de Lytton (6 février 1879-9 février 1951).

Robert Lytton est le grand-père de Lady Eve Balfour, pionnière de l'agriculture biologique.

## Distinctions
Il était membre de l'Ordre du Bain, de l'Ordre de l'Étoile d'Inde, de l'Ordre de l'Empire indien et du Conseil privé du Royaume-Uni.
Il adhérait aux soirées artistiques et littéraires du dîner des Spartiates, qui avaient été fondées à Paris par Théophile Gautier, Paul de Saint-Victor et Arsène Houssaye. Quand il était vice-roi des Indes, il envoyait tous les ans son toast au dîner.